# Sri Baduga museum
Sri Baduga Museum is een museum gelegen in Bandung, West-Java, Indonesië.
Het museum wordt beheerd door het provinciaal bestuur van West-Java en werd geopend op 5 juni 1980 door de Minister van onderwijs en cultuur Daoed Joesoef.
De collectie is verdeeld over drie verdiepingen. De eerste verdieping geeft de initiële ontwikkeling van de natuurlijke historie en de cultuur van West-Java weer. De geschiedenis van West-Java wordt beschreven door een weergave van erfgoed items uit de prehistorische tijdperk tot het hindoeistische-boeddhistische tijdperk.
De tweede verdieping omvat een tentoonstelling van traditionele culturele (gebruiks)voorwerpen welke belangrijk waren voor het levensonderhoud, handel en transport, alsmede de invloed van de Islamitische- en de Europese cultuur, de geschiedenis van de nationale strijd en symbolen van de gebieden en steden in West-Java.
Op de derde verdieping bevinden zich een aantal etnografische collecties in de vorm van de traditionele verpakkingen, kunst en keramiek uit andere landen.